# 風とロック芋煮会
風とロック芋煮会（かぜとロックいもにかい）は秋に福島県で行われる「村祭り型ロック・フェスティバル」である。なお、ラジオ番組『風とロック』、フリーペーパー『月刊 風とロック』はそれぞれの項を参照。

## 概要
福島県郡山市出身のクリエイティブディレクター、箭内道彦の「風とロック」と「福島民報社」主催による音楽を中心としたイベント。
2007年に福島民報社の創刊百十五周年記念特集広告「風とロックと福島民報」を契機に、2009年10月には福島県郡山市・開成山野外音楽堂での県内ゆかりのミュージシャンを中心とした「207万人の天才。風とロックFES福島」を開催。福島県独自の音楽フェスを立ち上げ、翌2010年9月には福島県耶麻郡北塩原村での開催も企画。「207万人の天才。風とロックCAMP IN 箭ROCK沼」の当初タイトルであったが同年フジロックフェスティバル出演中の怒髪天・ベース清水泰次と箭内との会話で「フェスの時代は終わった。東北には芋煮会という素晴らしい文化があるじゃないか!」と気づき、この時より「風とロックCAMP IN 箭ROCK沼 改メ 風とロック芋煮会」の名が誕生し、秋に行われるイベントは「風とロック芋煮会」と定着。現在に至る。
また、音楽ライブだけでなく実際に芋煮鍋はもちろんキャンプファイヤーや肝試し・エンドレス歌本ナイトに朝のラジオ体操と、レクリエーション要素豊富なプログラムをミュージシャン自身が企画し催すことから怒髪天の増子直純いわく「ミュージシャンとお客さんの距離が世界でいちばん近いイベント。というかミュージシャンの側から食い込み気味」という、さらなる独自性を持ったイベントとなる。
2012年9月の「風とロック芋煮会＠猪苗代湖」ではシークレット21世紀枠として当日まで参加未発表だったTHE BACK HORNが、前日鹿児島・翌日熊本でツアーがセットされていたにもかかわらず、震災後の芋煮会へぜひ参加したいと「世界中に花束を」だけを猪苗代の会場で演奏しツアー先へ戻るといったエピソードもある。
2014年は2年続いた猪苗代から場所を移し、郡山市・開成山野球場で「風とロック芋煮会2014 風とロックBASEBALL」として9月27日・28日両日行われた。
2015年から場所を白河市・しらさかの森スポーツ公園に移し、音楽ライブ後にその日の出演アーティストが福島選抜、アーティスト選抜の2チームに分かれて、野球（通称：芋野球）を行うという形式が定着した。

## 歴史
- 2009年10月18日：郡山市・開成山野外音楽堂『207万人の天才。風とロックFES福島』
- 2010年9月20日：北塩原村『207万人の天才。風とロックCAMP IN 箭ROCK村 改メ 風とロック芋煮会』
- 震災後の2011年9月は6日間をかけて福島県内を巡った『LIVE福島 風とロックSUPER野馬追』を開催
  - 2011年9月14日：奥会津・季の郷 湯里
  - 2011年9月15日：会津若松市・鶴ヶ城公園
  - 2011年9月16日：猪苗代町・志田浜
  - 2011年9月17日：郡山市・磐梯熱海スケート場
  - 2011年9月18日：相馬市・相馬光陽ソフトボール場わいわいひろば
  - 2011年9月19日：いわき市・日産自動車いわき工場

- 2012年9月15日、16日：猪苗代町・猪苗代スキー場『風とロック芋煮会2012＠猪苗代湖』
- 2013年9月21日、22日：猪苗代町・猪苗代スキー場ミネロ『LIVE福島CARAVAN日本2013FINAL 風とロック芋煮会2013』 2012年12月より約10か月かけ福島、沖縄、札幌、長崎、東京、神戸、広島、宮城、岩手を巡る『風とロック LIVE福島CARAVAN日本』を開催。そのファイナルとして2013年芋煮会も位置付けられた。
- 2014年9月27日、28日：郡山市・郡山総合運動場、開成山野球場『風とロック芋煮会2014 風とロックBASEBALL』
- 2015年9月25日、26日、27日：猪苗代町・猪苗代野外音楽堂、白河市・しらさかの森スポーツ公園『風とロック芋煮会2015 IMONY LAND』
- 2016年9月17日、18日、19日：猪苗代町・猪苗代野外音楽堂、白河市・しらさかの森スポーツ公園『風とロック芋煮会2016 IMONY WORLD』
- 2017年9月8日、9日、10日：猪苗代町・猪苗代野外音楽堂、白河市・しらさかの森スポーツ公園『風とロック芋煮会2017 IMONY COSMO』
- 2018年9月8日、9日：白河市・しらさかの森スポーツ公園『風とロック芋煮会2018 風とロック IMONY学園』
- 2019年9月7日、8日：白河市・しらさかの森スポーツ公園『風とロック芋煮会2019 風とロック イモニー村祭り』

- 2020年9月12日、13日：楢葉町・Jヴィレッジ『風とロック芋煮会2020』（新型コロナウィルス感染拡大防止のため、開催中止）→代替企画として、福島中央テレビおよびLINELIVE-VIEWINGで『風とロック テレビ芋煮会 SEE YOU IN 2021』が9月13日に放送された。
- 2021年9月9日－12日：『SUPER特番!! LIVE福島 風とロック芋煮会』新型コロナウィルスの影響により、前年に引き続き対面開催を断念。その代わりに、県内メディア（福島中央テレビ、ラジオ福島、ふくしまFM、福島民報）、TOKYO FM、Date fm、JFN各局、渋谷のラジオ、LINE LIVE、YouTube LIVEと連携して、4日間の生放送・生配信を実施した。
- 2022年9月10日、11日：白河市・しらさかの森スポーツ公園『風とロック芋煮会2022 風とロックイモニー号 A JOURNEY TO THE HOPE』

- 2023年9月9日、10日：白河市・しらさかの森スポーツ公園『風とロック芋煮会2023 風とロック イモニーパーク』